# Otto Leberecht Lesser
Otto Leberecht Lesser (Brotterode, 16 ottobre 1830 – Hannover, 12 agosto 1887) è stato un astronomo tedesco.
Il Minor Planet Center gli accredita la scoperta dell'asteroide 62 Erato effettuata il 14 settembre 1860 in collaborazione con Wilhelm Julius Foerster.